# Pentacta doliolum
Pentacta doliolum is een zeekomkommer uit de familie Cucumariidae.
De wetenschappelijke naam van de soort werd in 1766 gepubliceerd door Peter Simon Pallas.